# Bermuda Dreieck – Tor zu einer anderen Zeit
Bermuda Dreieck – Tor zu einer anderen Zeit (Originaltitel The Triangle) ist ein US-amerikanisch-britischer Mysterythriller von Craig R. Baxley, der als Miniserie im Auftrag des SciFi Channels entstanden ist, und sich mit dem Mythos des Bermudadreiecks beschäftigt. In den Hauptrollen agieren Eric Stoltz, Catherine Bell, Lou Diamond Phillips, Bruce Davison und Michael E. Rodgers sowie Sam Neill und Lisa Brenner.
Das Drehbuch wurde von Bryan Singer und Dean Devlin verfasst und beinhaltet drei Episoden in einer Staffel.

## Handlung
Der Milliardär Eric Benerall will herausfinden, was es mit dem Verschwinden von Schiffen und Flugzeugen im Bermudadreieck auf sich hat. Daher stellt er eine Mannschaft zusammen, die sich mit einem Schiff dorthin begeben soll. Unter ihnen befinden sich der mit einer gehörigen Portion Skepsis ausgestattete Boulevardjournalist Howard Gregory Thomas, die Ingenieurin und Tiefseeexpertin Emily Meredith Patterson, der coole Wissenschaftler Bruce Geller und der Parapsychologe Stan Lathem. Benerall hat ihnen ein finanziell unwiderstehliches Angebot gemacht, das keiner von ihnen auszuschlagen in der Lage war. Gemeinsam sollen sie Antworten auf Fragen finden, die viele Menschen schon seit langer Zeit stellen. Benerall ist zudem in Sorge um seinen Bruder, der im Bermudadreieck verschwunden ist, was dem Milliardär keine Ruhe lässt. 
Nachdem das U-Boot von Emily, Bruce, Howard und Stan abgetaucht ist, entdecken sie eine geheime Militärbasis. Man nimmt die vier gefangen, setzt sie dann aber an einem Strand aus. Bei allen vieren häufen sich in der folgenden Zeiten Halluzinationen. Sie versuchen, mit den ihnen zur Verfügung stehenden Mitteln Untersuchungen anzustellen, die sie einen Schritt voranbringen. Doch bringen weder Stan und Howards illegale Nachforschungen noch Emilys und Bruce’ Laboruntersuchungen sie wirklich weiter. Während ihrer Untersuchungen entdecken die vier ein abgestürztes Verkehrsflugzeug, ohne jedoch auch nur eine Spur von den an Bord befindlichen Passagieren zu entdecken. Einzig ein 6-jähriges Mädchen können sie in einem Abteil des Flugzeugs aufspüren, das sich innerhalb weniger Stunden vom Aussehen her in eine alte Frau verwandelt, geistig jedoch eine altersgemäße Entwicklung aufweist. Langsam beginnt die Gruppe an ihrem eigenen Verstand zu zweifeln.
Zudem treffen sie auf den Greenpeace-Aktivisten Meeno Paloma, der seinen ganz eigenen, persönlich motivierten Kampf gegen die Dämonen führt, die ihn seit seiner tödlichen Berührung mit dem Bermuda-Dreieck plagen. Paloma ist der einzige Überlebende eines Schiffes, das im Bermuda-Dreieck verschwunden ist. Geisterhafte Gestalten, Leichen, die verschwinden, alternative Realitäten und Verschwörungstheorien gibt es im Überfluss an diesem Ort. So fand Paloma sich bei seiner Rückkehr nach Hause in einer Realität wieder, wo er seine Frau nicht mehr erkannte, ebenso wie sein angebliches Kind. 
Dann jedoch bringen sie Erkenntnisse des ehemaligen Wissenschaftlers Karl Sheedy, der Vermutungen darüber angestellt hat, was für die Vorkommnisse im Bermudadreieck verantwortlich sein könnte, doch einen Schritt weiter. Es scheint mehr als wahrscheinlich, dass die bisherigen Vorfälle nur ein sehr viel größeres Unglück ankündigen. Die Existenz der Welt scheint bedroht zu sein. Es hilft alles nichts, sie müssen zurück an den Ort, von dem die Katastrophe ihren Lauf nehmen wird, um diese vielleicht doch noch zu verhindern. Bruce ist sich inzwischen ziemlich sicher, dass massive magnetische Strömungen aus dem Gebiet kommen und Raum-Zeit-Verzerrungen verursachen. Da weitere Untersuchungen von der US Navy untersagt werden, müssen die vier andere Wege finden, eine offensichtliche Vertuschung der Vorgänge im Bermuda-Dreieck doch noch offenzulegen. Sie finden Hinweise darauf, dass ein Navy-Experiment möglicherweise einen Zeitriss verursacht hat, wodurch sich auch das Verschwinden der Schiffe in dieser Gegend erklärt. Als Bruce gewahr wird, dass die Marine plant, den Riss umzukehren, ist er sich sicher, dass diese Bemühungen katastrophale Folgen haben werden.
Wer wird überleben, um die Geschichte einer anderen Zeitlinie zu erzählen? Und tatsächlich gelingt es Howard Thomas in die Zeit zurückzureisen, wo er verzweifelt versucht, die eingetretenen Ereignisse aufzuhalten. In der Folge gelingt es, das Bermuda-Dreieck komplett zu eliminieren und sich auf eine Zeitlinie festzulegen, in der es nicht mehr existent ist.

## Produktion

### Dreharbeiten, Budget
Es handelt sich um eine Produktion von Bad Hat Harry Productions in Zusammenarbeit mit der BBC sowie Electric Entertainment und der Uncharted Territory GmbH. 
Die Filmaufnahmen entstanden in Kapstadt und in der Provinz Westkap in Südafrika sowie auf der Seven Mile Bridge, die zwischen den Inseln Vaca Key im Stadtgebiet von Marathon und Bahia Honda in Florida liegt, sowie innerhalb der Inselkette der Florida Keys. Gedreht wurde zudem in den Waterfront Studios in Kapstadt.
Dem Film stand ein Budget von 22 Millionen US-Dollar zur Verfügung.

### Hintergrund
Bruce Davison arbeitete mit Produzent Bryan Singer bereits bei der Comicverfilmung X-Men und später mit Dean Devlin auch bei dem Abenteuerfilm The Quest – Der Fluch des Judaskelch zusammen. Lisa Brenner, die in der Serie die Ehefrau von Lou Diamond Phillips spielt, ist seit 2003 mit Devlin verheiratet. Alt-Star Charles Martin Smithm der  in einer Nebenrolle zu sehen ist, wirkte 1973 in American Graffiti und 1987 in dem Kinoklassiker The Untouchables – Die Unbestechlichen mit.
Dean Devlin erzählte in einem Interview, dass es 800 digitale Effekte in der Miniserie gebe, die von demselben oscarprämierten Team erstellt worden sind, das 1996 in dem Film Independence Day für die Spezialeffekte verantwortlich gewesen sei.
Das Bermudadreieck, auch Teufelsdreieck genannt, ist ein Seegebiet im Atlantik nördlich der Karibik liegend in etwa zwischen Süd-Florida, Puerto Rico und Bermuda. Infolge tatsächlich oder vermeintlich stattgefundener Schiffs- und Flugzeugkatastrophen kam es in den mysteriösen Ruf, dort verschwänden Schiffe oder Flugzeuge. Eine Inspiration für Autoren, die zu teilweise bizarren Erklärungsversuchen führte und auch in zahlreichen Filmen ihren Niederschlag fand.

### Synchronisation
Der Film wurde durch die Synchronfirma Cinephon Filmproduktions GmbH in Berlin bearbeitet, Dialogbuch und Dialogregie lagen bei Ulli Kinalzik.
| Rolle                      | Darsteller           | Synchronsprecher   |
| -------------------------- | -------------------- | ------------------ |
| Howard Thomas              | Eric Stoltz          | Frank Schaff       |
| Emily Patterson            | Catherine Bell       | Peggy Sander       |
| Meeno Paloma               | Lou Diamond Phillips | Thomas Nero Wolff  |
| Stan Lathem                | Bruce Davison        | Reinhard Kuhnert   |
| Bruce Geller               | Michael E. Rodgers   | Tobias Kluckert    |
| Eric Benerall              | Sam Neill            | Wolfgang Condrus   |
| Helen Paloma               | Lisa Brenner         | Manja Doering      |
| Aron Ackerman              | John Sloan           | Dennis Schmidt-Foß |
| Captain Jay                | Charles Martin Smith | Peter Reinhardt    |
| Doug Weist, Marineminister | Barrie Ingham        | Lothar Hinze       |
| Karl Sheedy                | Marius Weyers        | Uli Krohm          |
| Sally Thomas               | Shannon Esra         | Ranja Bonalana     |
| Emilys Mutter              | Adrienne Pierce      | Rita Engelmann     |
| Marie                      | Robyn Olivia Heaney  | Julia Kaufmann     |
| Traci Thomas               | Anette Kemp          | Aliana Schmitz     |
| Landon                     | Susan Danford        | Arianne Borbach    |
| Saunders                   | Hakeem Kae-Kazim     | Martin Keßler      |
| Don Beatty                 | Sean Cameron Michael | Walter Alich       |
| Reilly                     | Nick Boraine         | Wolfgang Wagner    |
| Vernehmungsbeamter Stans   | Stephen Jennings     | Detlef Gieß        |
| Vernehmungsbeamter Bruce’  | Jimmie Earl Perry    | Jonas Ziegler      |
| Vernehmungsbeamter Emilys  | Anthony Bishop       | Dirk Müller        |
| Vernehmungsbeamter Howards | Kevin Otto           | Andreas Müller     |
| Bill Granger               | Langley Kirkwood     | Rainer Doering     |
| Marty Balsam               | Jeremy Crutchley     | Dieter Memel       |

## Rezeption

### Veröffentlichung, Erfolg
Die Science-Fiction-Miniserie erschien am 5. Dezember 2005 in den Vereinigten Staaten und am 22. Mai 2007 in Deutschland als Direct-to-DVD, herausgegeben von Sony Pictures Home Entertainment. Im Jahr 2006 erfolgte eine Veröffentlichung in Spanien, Australien, Israel, im Vereinigten Königreich, in Ungarn und Finnland (DVD-Premiere), in Italien, Japan, Schweden und Frankreich und im Juni 2008 in den Niederlanden. Veröffentlicht wurde die Serie zudem in Bulgarien, Brasilien, Griechenland, Portugal, Serbien, Russland und in der Türkei. Der Langtitel in den USA lautet Bryan Singer and Dean Devlin Presents The Triangel.
Die Serie erzielte bei ihrer Erstausstrahlung 2005 Einschaltrekorde für den SciFi-Channel und wurde mit diversen Auszeichnungen bedacht.
Die zweiteilige Free-TV-Premiere in Deutschland erfolgte am 28. Mai 2007 auf ProSieben. Insgesamt sahen den ersten Teil 3,15 Millionen Zuschauer bei 10,4 Prozent Marktanteil. In der werberelevanten Zielgruppe lag der Marktanteil bei 17,0 Prozent durch 2,21 Millionen Zuschauer. Den zweiten Teil, welcher am 29. Mai 2007 gesendet wurde, verfolgten 3,25 Millionen Zuschauer (10,2 Prozent Marktanteil), davon 2,20 Millionen 14- bis 49-Jährige (16,9 Prozent Marktanteil).

### Kritik
TV Spielfilm war der Ansicht: „Sobald klar wird, dass es um mehr geht als nur um vermisste Schiffe, steigert sich der TV-Film zum irre packenden Thriller.“ Fazit: „Kommt nach einigen Meilen richtig in Fahrt.“
Prisma sprach von einem „spannungsgeladenen, gut gespielten TV-Zweiteiler“. Zwar sei „das Drehbuch von Dean Devlin […] und Rockne S. O’Bannon […] nicht immer logisch“, doch tue das „der Spannung keinen Abbruch“. Hervorgehobenen wurden die „gelungene[n] visuellen Effekte“.
Auf der Seite Horror.com  war zu lesen, dass die Spannung niemals nachlasse, was ein Beweis für das Talent des Regisseurs Craig R. Baxley sei. Schon die Eröffnungssequenz sei beeindruckend und präsentiere eine gelungene, packende und chillige Szene, die nur ein Vorspiel zu einer rasanten Thrill-Fahrt in der Art von TV-Thrillern wie Surface und The X-Files sei.
Auch Sci-Fi Movie Page lobte die Eröffnungssequenz, sprach aber von einem enttäuschenden Ende. Trotzdem biete The Triangel einige echt interessante Sci-Fi-Einfälle und Ideen auf dem Weg dorthin, die Science-Fiction-Fans einigermaßen faszinieren könnten. Schade sei nur, dass diese Ideen nie weiter entwickelt würden, was insoweit überraschend sei, da Bryan Singer und Dean Devlin an Projekten wie Superman Returns, X-Men und Independence Day beteiligt gewesen seien.

### Auszeichnungen
- 2006: Saturn Award in der Kategorie „Beste Fernsehpräsentation“
- 2006: Primetime Emmy Award in der Kategorie „Hervorragende Spezialeffekte“
- 2006: Nominierung für einen Saturn Award für Sam Neill und Catherine Bell in der Kategorie „Bester Nebendarsteller im Fernsehen“
- 2006: Nominierung für den Primetime Emmy in der Kategorie „Outstanding Main Title Design“
- 2006: Nominierung für den Artios Award der Casting Society of America in der Kategorie „Bestes Casting für eine Miniserie“ (Janet Gilmore, Megan McConnell)
- 2006: Nominierung für den Golden Reel Award der Motion Picture Sound Editors in der Kategorie „Beste Tonbearbeitung einer langen Musiknummer fürs Fernsehen“ (Jason Ruder, Musikdirektor)
- 2006: Nominierung für den OFTA Television Award der Online Film & Television Association in der Kategorie „Beste Miniserie“